# Dysoxylum lenticellare
Dysoxylum lenticellare är en tvåhjärtbladig växtart som beskrevs av John Wynn Gillespie. Dysoxylum lenticellare ingår i släktet Dysoxylum och familjen Meliaceae. Inga underarter finns listade i Catalogue of Life.